# Ácido estearidônico
Ácido estearidônico (SDA, de seu nome em inglês stearidonic acid) é um ácido graxos ômega 3, algumas vezes chamado ácido moróctico